# Daihatsu YRV
Daihatsu YRV var en mini-MPV, fremstillet af den japanske bilfabrikant Daihatsu fra august 2000 til juli 2005. "YRV" står for Young Recreational Vehicle.
Den 3,77 meter lange bil, som kun fandtes med fem døre, var i topversionerne CXL og CXS udstyret med et 15 cm på langs forskydeligt bagsæde. YRV fandtes med en 1,0-liters trecylindret og 1,3-liters firecylindret benzinmotor, sidstnævnte både i suge- og turboudgaver. Kraften blev overført til forhjulene gennem en femtrins manuel gearkasse eller et firetrins automatgear. Modellen kunne som ekstraudstyr leveres med firehjulstræk.
Efterfølgeren Daihatsu Materia kom på markedet i Japan i maj 2006, og i Europa i marts 2007.